# Старший боярин
«Старший боярин» — повість українського письменника Тодося Осьмачки про Україну початку ХХ століття.
Книга розміщена в Електронній бібліотеці «Україніка».

## Історія створення
Тодось Осьмачка закінчив повість «Старший боярин» 1944 року в польському містечку Криниці. 1946 року, під час перебування письменника в таборах для переміщених осіб («Ді-Пі») у повоєнній Німеччині, у рамках МУРу твір вийшов друком.

## Аналіз твору

### Часопростір
У «Старшому боярині» існує два хронотопи: історичний хронотоп і авторський хронотоп. Автор створює візію епохи початку ХХ ст., подаючи її з ідейно-світоглядних позицій середини ХХ ст., що дає змогу говорити про своєрідну ретроспективну візію України початку «розбожненої» епохи. Специфіка екзистенційного філософування поета полягає в тому, що неповторний образ України, оповитої ніжною безмежною любов'ю, отруєний водночас гірокотою туги за минулим, що відходить у кривавих буднях: трагедійно-екзистенційний злам, пройшовши по серцю України ХХ с., пройшов і невеличкою за обсягом, але разючою, як сокира, творчістю Поета.

### Екзистенціалізм
Філософські медитації Т. Осьмачки співзвучині з роздумами героїв «Нудоти» Ж.-П. Сартра та «Чуми» А. Камю.

До відчуття світової безодні, ірраціональності й закинутості в світ, письменника могла наштовхувати відчуженість і самостність в еміграції та в Україні з ворожим режимом. У «Старшому боярині» він вдається до змалювання ірраціонально-національної української вдачі. Щойно Гордій повертається в село, його охоплює екзистенційне почуття:
Він відчув безодню світову як продовження тієї пустки життєвої, серед якої його маленьке серце билося тривогою, чуючи свою приреченість, мабуть, їй, уже світовій пустелі.
В устах героїв роману часто та в роздумах автора часто натрапляємо на настрої самотності й песимізму. Проте, як наголошує І. Смолій, екзистенціалізм Осьмачки в «Старшому боярині» — оригінальний, самобутній, бо інші тут люди, інше минуле, інший світ.

### Міфологізм
Для окреслення способу життя народу, національно-історично сформованого характеру мислення, його внутріншньої сутності Т. Осьмачка використовує міфологізм.

Старий церковний хрест, що, тріснувши, падає на землю, символізує настання епохи «світової ночі».
І посеред ночі від наглого місяця стало світліше і моторніше, і він, ніби це відчувши, став важко і повільно осідати над церквою. І знизився на найвищий гостряк хреста. Хрест не витримав, тріснув і з місяцем упав в ограду… І цей тріск продзвенів як смертельний постріл по всіх розлогах ночі, і на землі стала глупа ніч. І пісня, і луна зникли і заглухли, неначе камінь, кинутий у криницю, який осів на скаламучене дно глибокої води.
Падіння хреста — це не лише втрата сакральності України, але й руйнування її автентичної духовної суті, що була споконвічною основою українського «Роду й Дому».
Письменник насичує текст художніми метафорами й символами, які передають постійне відчуття тривоги й неспокою, що дедалі зростає. Це і містичний тривожний спів з «невимовною тугою», який завжди лунає в селі напередодні нового лиха; сич, що як «провісник неспокою» нав'язливо крутиться біля головного героя й голосить з «містичним смутком» над селом; «безборонна пустиня людської садиби» — метафора, що передбачає руйнування соціального устрою та духовної першооснови українського села й України загалом. І над усім тим демонічний образ убивці Маркури Пупаня, що втілює саме поняття зла і смерті з його містичним віщуанням і пророцтвом. Особливої символічності набуває зруйнована, порожня, покинута всіма церква з мертвим дзвоном без мотузки, уламками розсипаного скла й розбитими вікнами, крізь які чути завивання вітру.

### Мотив раю[11]
Мотив раю (землі обітованої) — один із центральних у «Старшому боярині» Т. Осьмачки.
«Для нього село — не тільки спосіб думання чи життя, не тільки етика й естетика, а національна цивілізація».
Якщо в ровесників, скажімо, М. Хвильового, А. Любченка патріархальне українське село як синонім відсталості, «просвітянства», провінціалізму стало об'єктом критики, то Т. Осьмачка, навпаки, уник спокуси зруйнувати старий міф України сільської, хутірської з тим, щоб нібито на його руїнах творити новий міф — модерної, урбаністичної України. Для нього перемога більшовизму в Україні — подія апокаліптична. Звідси цілком природною видається, відзначають дослідники, стихія письменника ще 20-х рр. — «трагедійні сюжети, здиблений селянський побут, холодні зорі над степовими могилами, байдуже до людини небо, зболені очі матерів і дітей». Із цим багажем письменник увійшов і свій другий етап творчості в 1940-х роках. І в «Старшому боярині» прагнув повернутися в «райдужний сон дитинства, нерозривну гармонію стосунків зі світом», в зовсім іншу епоху, ніж та, в якій "йому судилося жити, невимовно страждати, втікати від смерті із ностальгійним болем поринати пам'яттю туди ".
Внутрішній світ «Старшого боярина» постав із створеного класичною літературою образу України як земного раю, землі обітованої. Той український рай існує до моменту зіткнення сакрального й профанного світів, внаслідок чого відбувається катастрофа. У Т. Осьмачки — це втручання в хід подій (селянську ідилію) Маркури Пупаня (панського ланового), поміщика Харлампія Проня, які здійснюють зло. При цьому, варто наголосити, займаючи певне місце в своєму профанному світі, державній структурі (скажімо, Пронь виступає від імені конкрентного соціального прошарку: поміщиків, «хоч і з місцевих громадян, але інтереси яких однакові з поміщиками всієї Росії», а Пупань стереже панське майно), зло вони вчиняють сакральне — ритуальне насильство. Суть його полягає в тому, щоб змусити жертву служити собі (для Проня вся Україна — потенційна жертва, це те, «кого немає і на світі», або це голота, що «віддає дітей у найми до чужих колисок та до чужої скотини)».
Варка мала присвятити свій талант ворогам. Гордій — стати русифікатором, мовляв, і в семінарії вчився, «аби учити українських дітей московської мови», бо так замислили Проні, щоб «наше плем'я, нещасне в житті, не було щасливе і в ріднім слові». Найбільше прокляття Гордія в тому, що він, без вини винуватий, приречений на вічне вигнання.
Герої повісті підвержені національній недолі. Внаслідок цього найтрагічніший момент «Старшого боярина» полягає в тому, що коли б Україна була «віднята назад у ворога, то не була б такою, якою вона йому віддавалася. І плакала козацька душа, що минулого вирвати з пам'яті ніхто не здолає, і що прийдешня Україна буде горем, без якого жити не можна вже й сьогодні на землі..». Альтернативою ж є християнський морально-етичний кодекс і націоналістична ідеологія.
Естетичним ідеалом життя, гармонійним універсумом повісті «Старший боярин» є старосвітське українське село, яким воно було до глобальних катастроф ХХ століття. Пристосований для життя природний ландшафт, населений позбавленою соціальних антагонізмів спільнотою, об'єднаною атмосферою рідних звичаїв. Генетично він закорінений у традиції української літературної класики, передовсім — поезії й прозі Т. Шевченка.